# Winfield, Kansas
Winfield là một thành phố thuộc quận Cowley, tiểu bang Kansas, Hoa Kỳ. Năm 2010, dân số của xã này là 12301 người.

## Dân số
Dân số các năm:
- Năm 2000: 12206 người
- Năm 2010: 12301 người